# Grijskopchachalaca
De grijskopchachalaca (Ortalis cinereiceps) is een vogel uit de familie sjakohoenders en hokko's (Cracidae). De wetenschappelijke naam van de soort is voor het eerst geldig gepubliceerd in 1867 door Gray.

## Voorkomen
De soort komt voor van Honduras tot het noorden van Colombia.

## Beschermingsstatus
Op de Rode Lijst van de IUCN heeft de soort de status veilig.